# Île Armonía
 (décembre 2022).
Si vous disposez d'ouvrages ou d'articles de référence ou si vous connaissez des sites web de qualité traitant du thème abordé ici, merci de compléter l'article en donnant les références utiles à sa vérifiabilité et en les liant à la section « Notes et références ».
L'Île Armonía (en espagnol : Isla Armonía) est une île chilienne située dans l'archipel de Hanovre, dans le sud du Chili. Elle est administrativement rattachée à la région de Magallanes et de l'Antarctique chilien, en Patagonie chilienne ; elle fait partie de la réserve nationale Alacalufes.

## Géographie

### Situation et caractéristiques physiques
Les détroits qui la séparent des îles les plus proches, notamment l'Île Presidente Gabriel Gonzalez Videla à l'est, l'île Hanovre au nord et l'île Jorge Montt au sud, sont extrêmement resserrés, avec moins de cent mètres de largeur.
L'altitude moyenne de l'île est de 164 mètres.

### Population et administration
L'île est inhabitée. Administrativement, l'île est rattachée à la province de Última Esperanza, au sein de la XIIe région de Magallanes et de l'Antarctique chilien.